# جاك غاردنر
جاك غاردنر (بالإنجليزية: Jack Gardner)‏ هو عازف بيانو أمريكي، ولد في 14 أغسطس 1903 في جوليت في الولايات المتحدة، وتوفي في 26 نوفمبر 1957 في دالاس في الولايات المتحدة.

## روابط خارجية
- جاك غاردنر على موقع ميوزك برينز (الإنجليزية)
- جاك غاردنر على موقع أول ميوزيك (الإنجليزية)